# ロドリゴ・コルデロ
ロドリゴ・コルデロ（Rodrigo Antonio Cordero Solano、1973年12月4日 - ）は、コスタリカの元サッカー選手。元コスタリカ代表。ポジションはミッドフィールダー。

## 来歴
2000年にコスタリカ代表デビュー。2002 FIFAワールドカップ・北中米カリブ海予選・最終予選では8試合に出場、1位で突破し3大会ぶりのワールドカップ出場権を獲得した。2002 FIFAワールドカップではメンバーに選ばれたが、出場機会は無かった。2004年までに34試合に出場、1得点をあげた。

## 代表歴

### 出場大会
- コスタリカ代表
  - 2002 FIFAワールドカップ

### 試合数
- 国際Aマッチ 34試合 1得点（2000年-2004年）[1]

| コスタリカ代表 | 国際Aマッチ | 国際Aマッチ |
| 年             | 出場        | 得点        |
| -------------- | ----------- | ----------- |
| 2000           | 10          | 0           |
| 2001           | 13          | 1           |
| 2002           | 6           | 0           |
| 2003           | 4           | 0           |
| 2004           | 1           | 0           |
| 通算           | 34          | 1           |